# Charles Delporte
Charles Jules Delporte  (ur. 11 marca 1893 w Ixelles, zm. 9 października 1960 w Forest) – belgijski szermierz, dwukrotny medalista olimpijski i mistrz świata.
Na igrzyskach olimpijskich w Antwerpii w 1920 roku był dziesiąty w szpadzie indywidualnej oraz czwarty w szabli drużynowej. Na rozgrywanych cztery lata później igrzyskach olimpijskich w Paryżu zdobył dwa medale. Najpierw Belgowie w składzie: Fernand de Montigny, Charles Delporte, Joseph De Craecker, Léon Tom, Paul Anspach i Ernest Gevers zdobyli srebrny medal w szpadzie drużynowej. W turnieju indywidualnym zdobył złoty medal, w rundzie finałowej wygrywając osiem z jedenastu pojedynków. Startował tam także w szabli drużynowej, w której Belgowie odpadli w ćwierćfinałach. Brał też udział w igrzyskach olimpijskich w Amsterdamie w 1928 roku, gdzie w szpadzie indywidualnej był szósty, a w rywalizacji drużynowej czwarty.
Podczas mistrzostw świata w Liège w 1930 roku (oficjalnie zawody tego cyklu rozgrywane są pod tą nazwą dopiero od 1937) razem z kolegami z reprezentacji wywalczył złoty medal w szpadzie drużynowej.